# Säivisklubbarna
Säivisklubbarna (ook wel Säjvisklubbarna) is een Zweeds eiland behorend tot de Haparanda-archipel. Het eiland ligt in aan de oostzijde van de Säivisviken, 3,5 kilometer ten oosten van Säivis. Het eiland heeft geen oeververbinding en heeft een enkel zomerhuisje als bebouwing.